# Knight Rider/Episodenliste
Dieser Episodenguide enthält alle Episoden der US-amerikanischen Fernsehserie Knight Rider, sortiert nach der US-amerikanischen Erstausstrahlung. Zwischen 1982 und 1986 entstanden in vier Staffeln 78 Episoden mit einer Länge von jeweils etwa 45 Minuten und 6 Doppelfolgen mit jeweils etwa 90 Minuten Laufzeit. Im Gegensatz zur US-Erstausstrahlung und DVD- bzw. Blu-ray-Veröffentlichungen mit insgesamt 84 Episoden werden im TV die Doppelfolgen in der Regel in zwei Teilen ausgestrahlt, so dass es hier insgesamt 90 Episoden sind.

## Übersicht
| Staffel | Episodenanzahl | Erstausstrahlung USA | Erstausstrahlung USA | Deutschsprachige Erstausstrahlung | Deutschsprachige Erstausstrahlung |
| Staffel | Episodenanzahl | Staffelpremiere      | Staffelfinale        | Staffelpremiere                   | Staffelfinale                     |
| ------- | -------------- | -------------------- | -------------------- | --------------------------------- | --------------------------------- |
| 1       | 22             | 26. Sep. 1982        | 6. Mai 1983          | 28. Aug. 1985                     | 8. Okt. 1985                      |
| 2       | 24             | 2. Okt. 1983         | 27. Mai 1984         | 25. Nov. 1985                     | 27. Mär. 1986                     |
| 3       | 22             | 30. Sep. 1984        | 5. Mai 1985          | 4. Mär. 1986                      | 22. Mai 1986                      |
| 4       | 22             | 20. Sep. 1985        | 4. Apr. 1986         | 28. Mai 1986                      | 13. Aug. 1986                     |

## Staffel 1
| Nr. (ges.) | Nr. (St.) | Deutscher Titel                          | Originaltitel                           | Erstausstrahlung US | Deutschsprachige Erstausstrahlung (RTLplus) | Regie                | Drehbuch                                                                  | Prod. Code |
| ---------- | --------- | ---------------------------------------- | --------------------------------------- | ------------------- | ------------------------------------------- | -------------------- | ------------------------------------------------------------------------- | ---------- |
| 1          | 1         | Michael Knight/Wie alles begann (Teil 1) | Knight of the Phoenix (Part 1)          | 26. Sep. 1982       | 28. Aug. 1985                               | Daniel Haller        | Glen A. Larson                                                            | 57375      |
| 2          | 2         | Michael Knight/Wie alles begann (Teil 2) | Knight of the Phoenix (Part 2)          | 26. Sep. 1982       | 29. Aug. 1985                               | Daniel Haller        | Glen A. Larson                                                            | 57376      |
| 3          | 3         | Tödliche Manöver                         | Deadly Maneuvers                        | 1. Okt. 1982        | 2. Sep. 1985                                | Paul Stanley         | William Schmidt, Bob Shayne                                               | 57305      |
| 4          | 4         | Der Bandenkrieg                          | Good Day at White Rock                  | 8. Okt. 1982        | 9. Sep. 1985                                | Daniel Haller        | Deborah Davis                                                             | 57303      |
| 5          | 5         | Sammys Sensationsshow                    | Slammin’ Sammy’s Stunt Show Spectacular | 22. Okt. 1982       | 23. Sep. 1985                               | Bruce Bilson         | E. Paul Edwards, John Alan Schwartz                                       | 57315      |
| 6          | 6         | Minister auf Abwegen                     | Just My Bill                            | 29. Okt. 1982       | 3. Sep. 1985                                | Sidney Hayers        | David Braff                                                               | 57311      |
| 7          | 7         | Die große Dürre                          | Not a Drop to Drink                     | 5. Nov. 1982        | 3. Dez. 1985                                | Virgil Vogel         | Hannah Louise Shearer                                                     | 57304      |
| 8          | 8         | Ein Richter spielt sein Spiel            | No Big Thing                            | 12. Nov. 1982       | 10. Sep. 1985                               | Bernard L. Kowalski  | Judy Burns                                                                | 57313      |
| 9          | 9         | Der Doppelgänger                         | Trust Doesn’t Rust                      | 19. Nov. 1982       | 16. Dez. 1985                               | Paul Stanley         | Steven E. de Souza                                                        | 57307      |
| 10         | 10        | Gangster wider Willen                    | Inside Out                              | 26. Nov. 1982       | 16. Sep. 1985                               | Peter Crane          | Steven E. de Souza                                                        | 57302      |
| 11         | 11        | Das endgültige Urteil                    | The Final Verdict                       | 3. Dez. 1982        | 24. Sep. 1985                               | Bernard L. Kowalski  | E. Paul Edwards & John Alan Schwartz Idee: Tom Greene                     | 57316      |
| 12         | 12        | Das Gipfeltreffen                        | A Plush Ride                            | 10. Dez. 1982       | 9. Dez. 1985                                | Sidney Hayers        | Gregory S. Dinallo                                                        | 57306      |
| 13         | 13        | Zwischen zwei Frauen                     | Forget Me Not                           | 17. Dez. 1982       | 17. Sep. 1985                               | Gil Bettman          | Richard Christian Matheson, Thomas Szollosi, Karen Harris & Deborah Davis | 57312      |
| 14         | 14        | Herzen aus Stein                         | Hearts of Stone                         | 14. Jan. 1983       | 30. Sep. 1985                               | Jeffrey Hayden       | Robert Foster                                                             | 57322      |
| 15         | 15        | Ein mysteriöser Saboteur                 | Give Me Liberty… or Give Me Death       | 21. Jan. 1983       | 15. Okt. 1985                               | Bernard L. Kowalski  | David Braff                                                               | 57323      |
| 16         | 16        | Geheimcode Topaz                         | The Topaz Connection                    | 28. Jan. 1983       | 1. Okt. 1985                                | Alan Myerson         | Stephen Katz                                                              | 57321      |
| 17         | 17        | Eine Musterstadt ohne Verbrechen         | A Nice, Indecent Little Town            | 18. Feb. 1983       | 14. Okt. 1985                               | Gil Betteman         | Frank Telford                                                             | 57317      |
| 18         | 18        | Die Helios-Nadel                         | Chariot of Gold                         | 25. Feb. 1983       | 21. Okt. 1985                               | Bernard L. Kowalski  | William Schmidt                                                           | 57326      |
| 19         | 19        | Weißer Vogel                             | White Bird                              | 4. März 1983        | 7. Okt. 1985                                | Winrich Kolbe        | Virginia Aldridge                                                         | 57330      |
| 20         | 20        | Unerwünschte Konkurrenz                  | Knight Moves                            | 11. März 1983       | 22. Okt. 1985                               | Christian I. Nyby II | William Schmidt                                                           | 57332      |
| 21         | 21        | Computerspiele                           | Nobody Does it Better                   | 29. Apr. 1983       | 29. Okt. 1985                               | Harvey Laidman       | David Braff                                                               | 57331      |
| 22         | 22        | Gekidnappt                               | Short Notice                            | 6. Mai 1983         | 8. Okt. 1985                                | Robert Foster        | Robert Foster                                                             | 57336      |

## Staffel 2
| Nr. (ges.) | Nr. (St.) | Deutscher Titel                        | Originaltitel                                          | Erstausstrahlung US | Deutschsprachige Erstausstrahlung (RTLplus) | Regie               | Drehbuch                                                | Prod. Code |
| ---------- | --------- | -------------------------------------- | ------------------------------------------------------ | ------------------- | ------------------------------------------- | ------------------- | ------------------------------------------------------- | ---------- |
| 23         | 1         | Goliath Teil I: Goliaths Geburt        | Goliath                                                | 2. Okt. 1983        | 25. Nov. 1985                               | Winrich Kolbe       | Robert Foster, Robert Gilmer                            | 57823      |
| 24         | 2         | Goliath Teil II: Der Kampf mit Goliath | Goliath                                                | 2. Okt. 1983        | 26. Nov. 1985                               | Winrich Kolbe       | Robert Foster, Robert Gilmer                            | 57823      |
| 25         | 3         | Der Erpresser                          | Brother’s Keeper                                       | 9. Okt. 1983        | 20. März 1986                               | Sidney Hayers       | E.F. Wallengren                                         | 57805      |
| 26         | 4         | Händler des Todes                      | Merchants of Death                                     | 16. Okt. 1983       | 28. Okt. 1985                               | Alan Myerson        | William Schmidt                                         | 57807      |
| 27         | 5         | Blindes Vertrauen                      | Blind Spot                                             | 23. Okt. 1983       | 19. März 1986                               | Bernard L. Kowalski | Jackson Gillis                                          | 57809      |
| 28         | 6         | Geheimversteck Cadiz                   | Return to Cadiz                                        | 30. Okt. 1983       | 5. Nov. 1985                                | Alan Myerson        | Larry Forrester                                         | 57801      |
| 29         | 7         | Der Fassadenkletterer                  | K.I.T.T. the Cat                                       | 6. Nov. 1983        | 19. Nov. 1985                               | Jeffrey Hayden      | Janis Hendler                                           | 57824      |
| 30         | 8         | Devon Miles in Nöten                   | Custom K.I.T.T.                                        | 13. Nov. 1983       | 18. Nov. 1985                               | Georg Fenady        | William Schmidt, Robert Specht                          | 57821      |
| 31         | 9         | K.I.T.T. sitzt in der Falle            | Soul Survivor                                          | 27. Nov. 1983       | 18. Feb. 1986                               | Harvey Laidman      | Robert Foster, Robert Gilmer                            | 57829      |
| 32         | 10        | Ein Ring aus Feuer                     | Ring of Fire                                           | 4. Dez. 1983        | 4. Nov. 1985                                | Winrich Kolbe       | Janis Hendler                                           | 57810      |
| 33         | 11        | Gedächtnisschwund                      | Knightmares                                            | 11. Dez. 1983       | 10. Dez. 1985                               | Sidney Hayers       | Tom Greene, Janis Hendler                               | 57830      |
| 34         | 12        | Eine schöne Bescherung                 | Silent Knight                                          | 18. Dez. 1983       | 24. Dez. 1985                               | Bruce Kessler       | Robert Gilmer, Janis Hendler                            | 57817      |
| 35         | 13        | Die Schatzsuche                        | A Knight in Shining Armor                              | 8. Jan. 1984        | 7. Mai 1986                                 | Bernard McEveety    | Tom Greene, Janis Hendler                               | 57832      |
| 36         | 14        | Diamantenschmuggel                     | Diamonds Aren’t a Girl’s Best Friend                   | 15. Jan. 1984       | 11. Nov. 1985                               | Jeffrey Hayden      | Robert Foster, Robert Gilmer                            | 57833      |
| 37         | 15        | Eine Kleinstadt lebt gefährlich        | White-Line Warriors                                    | 29. Jan. 1984       | 12. Nov. 1985                               | Bob Bralver         | Richard C. Okie                                         | 57828      |
| 38         | 16        | Wettlauf mit dem Tod                   | Race for Life                                          | 5. Feb. 1984        | 11. Feb. 1986                               | Georg Fenady        | Bruce Belland, Roy M. Rogosin                           | 57826      |
| 39         | 17        | Schnelle Teufel                        | Speed Demons                                           | 12. Feb. 1984       | 2. Dez. 1985                                | Bruce Seth Green    | Tom Greene, Janis Hendler                               | 57837      |
| 40         | 18        | Goliath kommt zurück (I)               | Goliath Returns (Part 1)                               | 19. Feb. 1984       | 2. Apr. 1986                                | Winrich Kolbe       | Robert Foster, Robert Gilmer, Tom Greene, Janis Hendler | 57879      |
| 41         | 19        | Goliath wird vernichtet (II)           | Goliath Returns (Part 2)                               | 19. Feb. 1984       | 3. Apr. 1986                                | Winrich Kolbe       | Robert Foster, Robert Gilmer, Tom Greene, Janis Hendler | 57880      |
| 42         | 20        | Gefährliches Spielzeug                 | A Good Knight’s Work                                   | 4. März 1984        | 7. Feb. 1986                                | Sidney Hayers       | Richard C. Okie                                         | 57840      |
| 43         | 21        | Goldschmuggel (I)                      | Mouth of the Snake (Part 1) All That Glitters (Part 1) | 8. Apr. 1984        | 25. Feb. 1986                               | Winrich Kolbe       | Robert Foster, Robert Gilmer                            | 57877      |
| 44         | 22        | Das Schlangenmaul (II)                 | Mouth of the Snake (Part 2) All That Glitters (Part 2) | 8. Apr. 1984        | 3. März 1986                                | Winrich Kolbe       | Robert Foster, Robert Gilmer                            | 57878      |
| 45         | 23        | Ich werd’ ewig dein Freund bleiben     | Let it Be Me                                           | 13. Mai 1984        | 17. Feb. 1986                               | Bernard McEveety    | Robert Foster, Robert Gilmer                            | 57834      |
| 46         | 24        | Einer spielt falsch                    | Big Iron                                               | 27. Mai 1984        | 27. März 1986                               | Bernard L. Kowalski | Julie Friedgen                                          | 57804      |

## Staffel 3
| Nr. (ges.) | Nr. (St.) | Deutscher Titel                       | Originaltitel                 | Erstausstrahlung US | Deutschsprachige Erstausstrahlung (RTLplus) | Regie                  | Drehbuch                                                         | Prod. Code |
| ---------- | --------- | ------------------------------------- | ----------------------------- | ------------------- | ------------------------------------------- | ---------------------- | ---------------------------------------------------------------- | ---------- |
| 47         | 1         | Ein geheimnisvoller Roboter (I)       | Knight of the Drones (Part 1) | 30. Sep. 1984       | 4. März 1986                                | Sidney Hayers          | Robert Foster, Gerald Sanford                                    | 58675      |
| 48         | 2         | Der chinesische Tunnel (II)           | Knight of the Drones (Part 2) | 30. Sep. 1984       | 12. März 1986                               | Sidney Hayers          | Robert Foster, Gerald Sanford                                    | 58676      |
| 49         | 3         | Das zweite Gesicht                    | The Ice Bandits               | 7. Okt. 1984        | 31. Dez. 1985                               | Georg Fenady           | Gerald Sanford                                                   | 58603      |
| 50         | 4         | Fahrerflucht                          | Knights of the Fast Lane      | 14. Okt. 1984       | 23. Dez. 1985                               | Winrich Kolbe          | Richard C. Okie                                                  | 58601      |
| 51         | 5         | Tödliches Kostümfest                  | Halloween Knight              | 28. Okt. 1984       | 17. Dez. 1985                               | Winrich Kolbe          | Bill Nuss                                                        | 58624      |
| 52         | 6         | Der schwarze Teufel taucht wieder auf | K.I.T.T. vs. K.A.R.R.         | 4. Nov. 1984        | 13. März 1986                               | Winrich Kolbe          | Richard C. Okie                                                  | 58617      |
| 53         | 7         | Viehdiebe – Der gemeine Apfel         | The Rotten Apples             | 11. Nov. 1984       | 30. Dez. 1985                               | Bob Bralver            | Gerald Sanford, Peter L. Dixon                                   | 58611      |
| 54         | 8         | Michael fällt in Ungnade              | Knight in Disgrace            | 18. Nov. 1984       | 10. Feb. 1986                               | Harvey Laidman         | Simon Muntner                                                    | 58622      |
| 55         | 9         | Tödliche Orchideen                    | Dead of Knight                | 2. Dez. 1984        | 26. März 1986                               | Bernard L. Kowalski    | Peter Baloff & David W. Wallert Idee: Janis Hendler & Tom Greene | 58607      |
| 56         | 10        | K.I.T.T. kriegt einen Schlag          | Lost Knight                   | 9. Dez. 1984        | 16. Apr. 1986                               | Sidney Hayers          | Robert Foster, James M. Miller                                   | 58619      |
| 57         | 11        | Das Chamäleon                         | Knight of the Chameleon       | 30. Dez. 1984       | 30. Apr. 1986                               | Winrich Kolbe          | Robert Sherman                                                   | 58631      |
| 58         | 12        | Mord nach Maß                         | Custom Made Killer            | 6. Jan. 1985        | 23. Apr. 1986                               | Harvey Laidman         | Burton Armus                                                     | 58640      |
| 59         | 13        | Eine Nasenlänge voraus                | Knight by a Nose              | 13. Jan. 1985       | 10. Apr. 1986                               | Bernard McEveety       | William Elliot                                                   | 58604      |
| 60         | 14        | Eine schreckliche Falle               | Junk Yard Dog                 | 3. Feb. 1985        | 24. Apr. 1986                               | Georg Fenady           | Valvin Clements Jr.                                              | 58641      |
| 61         | 15        | Der Konkurs                           | Buy Out                       | 10. Feb. 1985       | 15. Mai 1986                                | Jeffrey Hayden         | George S. Dinallo                                                | 58643      |
| 62         | 16        | Ein Neubau mit Wanzen                 | Knightlines                   | 3. März 1985        | 9. Apr. 1986                                | Charles Watson Sanford | Richard C. Okie                                                  | 58644      |
| 63         | 17        | Das 19. Loch                          | The Nineteenth Hole           | 10. März 1985       | 17. Apr. 1986                               | Georg Fenady           | Gerald Sanford, Robert Foster                                    | 58627      |
| 64         | 18        | Elliot, der Schlaukopf                | Knight and Knerd              | 17. März 1985       | 1. Mai 1986                                 | Georg Fenady           | Larry Mollin                                                     | 58630      |
| 65         | 19        | Shatners Komplott                     | Ten Wheel Trouble             | 24. März 1985       | 14. Mai 1986                                | Bob Bralver            | Burton Armus                                                     | 58645      |
| 66         | 20        | Michael Knight und die Zuflucht       | Knight in Retreat             | 29. März 1985       | 8. Mai 1986                                 | Roy Campanella II      | Gerald Sanford                                                   | 58642      |
| 67         | 21        | Die Waffenbörse                       | Knight Strike                 | 5. Apr. 1985        | 21. Mai 1986                                | Georg Fenady           | George S. Dinallo                                                | 58647      |
| 68         | 22        | Der Tod unter der Zirkuskuppel        | Circus Knights                | 5. Mai 1985         | 22. Mai 1986                                | Harvey Laidman         | David R. Toddman                                                 | 58633      |

## Staffel 4
| Nr. (ges.) | Nr. (St.) | Deutscher Titel                  | Originaltitel                     | Erstausstrahlung US | Deutschsprachige Erstausstrahlung (RTLplus) | Regie                  | Drehbuch                                                    | Prod. Code |
| ---------- | --------- | -------------------------------- | --------------------------------- | ------------------- | ------------------------------------------- | ---------------------- | ----------------------------------------------------------- | ---------- |
| 69         | 1         | K.I.T.T.s Unfall mit Folgen (I)  | Knight of the Juggernaut (Part 1) | 20. Sep. 1985       | 28. Mai 1986                                | Georg Fenady           | Burton Armus, Robert Foster                                 | 60275      |
| 70         | 2         | K.I.T.T.s Unfall mit Folgen (II) | Knight of the Juggernaut (Part 2) | 20. Sep. 1985       | 29. Mai 1986                                | Georg Fenady           | Burton Armus, Robert Foster                                 | 60276      |
| 71         | 3         | Kidnapping                       | KITTnap                           | 27. Sep. 1985       | 2. Juli 1986                                | Bernard McEveety       | Skip Webster                                                | 60216      |
| 72         | 4         | Die Flugzeugentführung           | Sky Knight                        | 18. Okt. 1985       | 3. Juli 1986                                | Jeffrey Hayden         | Carlton Hollander, Dennis Rodriguez                         | 60219      |
| 73         | 5         | Die heilige Grabstätte           | Burial Ground                     | 25. Okt. 1985       | 9. Juli 1986                                | Chuck Bail             | Michael Eric Stein                                          | 60204      |
| 74         | 6         | Aus Spaß wird bitterer Ernst     | The Wrong Crowd                   | 1. Nov. 1985        | 10. Juli 1986                               | Chuck Bail             | George S. Dinallo                                           | 60221      |
| 75         | 7         | Tödliche Bakterien               | Knight Sting                      | 8. Nov. 1985        | 16. Juli 1986                               | Sidney Hayers          | Herman Miller                                               | 60224      |
| 76         | 8         | Herzlichen Glückwunsch           | Many Happy Returns                | 15. Nov. 1985       | 17. Juli 1986                               | Georg Fenady           | Michael Halperin                                            | 60203      |
| 77         | 9         | Der Tod fährt mit                | Knight Racer                      | 29. Nov. 1985       | 23. Juli 1986                               | Charles Watson Sanford | Paul Diamond                                                | 60222      |
| 78         | 10        | Knight hinter Gittern            | Knight Behind Bars                | 6. Dez. 1985        | 26. Juni 1986                               | Bernard McEveety       | Richard C. Okie                                             | 60202      |
| 79         | 11        | Die Bodenspekulanten             | Knight Song                       | 13. Dez. 1985       | 24. Juli 1986                               | Georg Fenady           | Burton Armus                                                | 60230      |
| 80         | 12        | Duft einer Rose                  | The Scent of Roses                | 3. Jan. 1986        | 4. Juni 1986                                | Sidney Hayers          | E. Nick Alexander                                           | 60212      |
| 81         | 13        | Killer K.I.T.T.                  | Killer K.I.T.T.                   | 10. Jan. 1986       | 5. Juni 1986                                | Chuck Bail             | Simon Rose                                                  | 60226      |
| 82         | 14        | Wie die Axt im Walde             | Out of the Woods                  | 17. Jan. 1986       | 30. Juli 1986                               | Harvey Laidman         | Gregory S. Dinallo                                          | 60211      |
| 83         | 15        | Zauberspiele                     | Deadly Knightshade                | 24. Jan. 1986       | 18. Juni 1986                               | Sidney Hayers          | Philip John Taylor                                          | 60229      |
| 84         | 16        | Die Boxmeisterschaft             | Redemption of a Champion          | 31. Jan. 1986       | 19. Juni 1986                               | Chuck Bail             | E. Nick Alexander                                           | 60227      |
| 85         | 17        | Wer anderen eine Grube gräbt     | Knight of a Thousand Devils       | 7. Feb. 1986        | 11. Juni 1986                               | Gino Grimaldi          | Peter Allan Fields                                          | 60228      |
| 86         | 18        | Der Brandstifter                 | Hills of Fire                     | 14. Feb. 1986       | 6. Aug. 1986                                | Bob Bralver            | Jackson Gillis                                              | 60220      |
| 87         | 19        | Der Militärputsch                | Knight Flight to Freedom          | 21. Feb. 1986       | 12. Juni 1986                               | Winrich Kolbe          | George S. Dinallo                                           | 60232      |
| 88         | 20        | Der unheimliche Mönch            | Fright Knight                     | 7. März 1986        | 31. Juli 1986                               | Gilbert M. Shilton     | James Byrnes, Samm Smith, Leonard B. Kaufman                | 60223      |
| 89         | 21        | Der japanische Geheimdienst      | Knight of the Rising Sun          | 14. März 1986       | 12. Aug. 1986                               | Winrich Kolbe          | E. Nick Alexander Idee: Burton Armus, Bruce Lansbury        | 60233      |
| 90         | 22        | Der geheimnisvolle Ohrclip       | Voo Doo Knight                    | 4. Apr. 1986        | 13. Aug. 1986                               | Georg Fenady           | R. Timothy Kring Idee: R. Timothy Kring, Deborah Dean Davis | 60225      |

Anmerkung :
In der deutschen DVD-Veröffentlichung befindet sich der Pilotfilm erst auf der siebten DVD zur ersten Staffel. Die Reihenfolge ist hier nicht chronologisch zur Erstausstrahlung. Ebenso befindet sich auf DVD acht zur ersten Season, der Film Knight Rider 2000, welcher in der oberen Tabelle zu Staffel eins nicht aufgeführt ist.
Auf den deutschen Blu-rays sind die Episoden in der korrekten Reihenfolge und alle Folgen sind erstmals vollständig ungekürzt und mit komplettierter deutscher Synchronisation enthalten. Hierbei sind auch alle Doppelfolgen in ihrer ursprünglichen 90-Minuten-Version enthalten und nicht aufgetrennt in zwei Einzelfolgen.